# KHD DG 2000 CCE

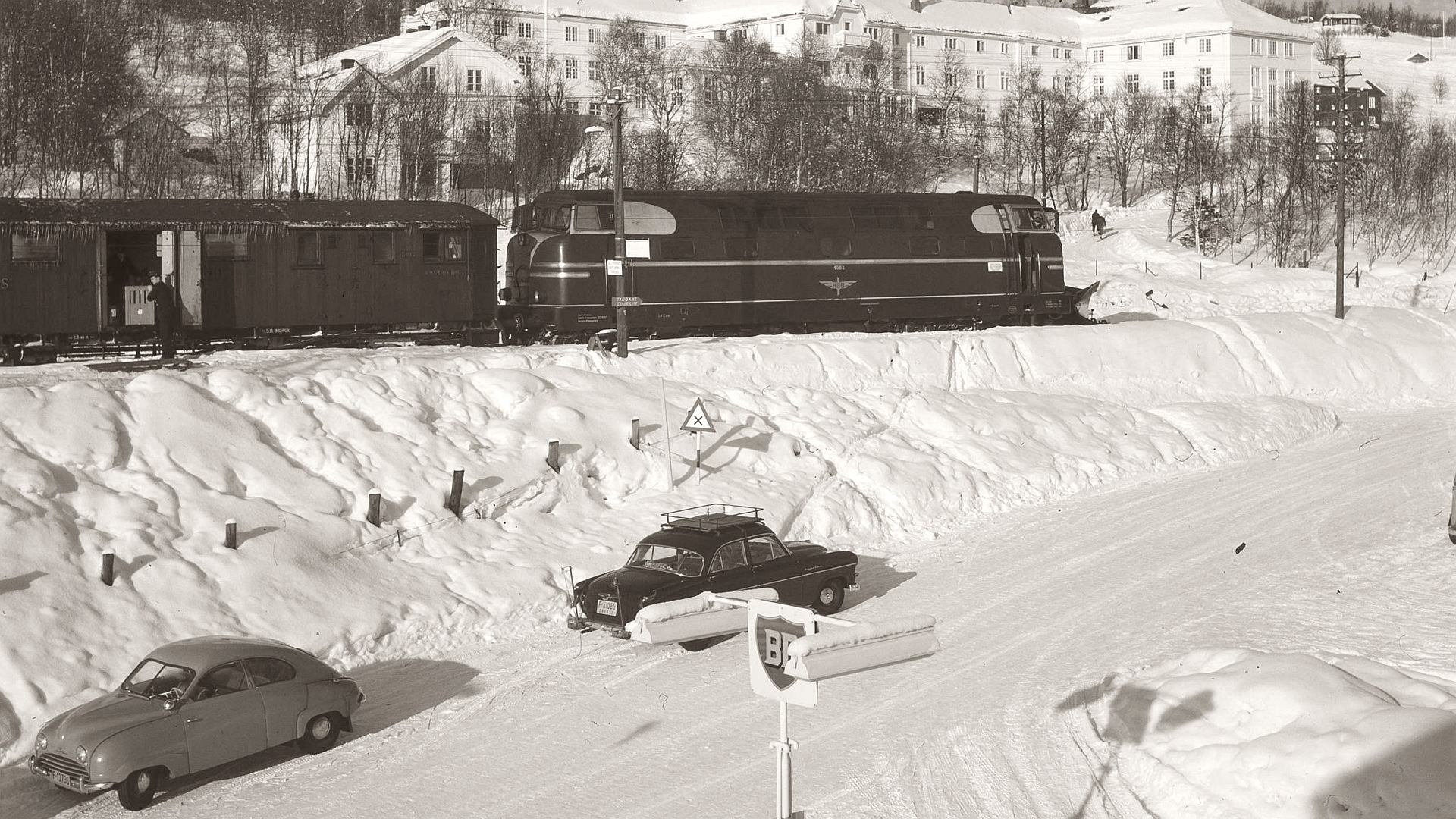
Einsatz auf der Bergensbane

Die DG 2000 CCE war eine Diesellokomotiv-Bauart des Herstellers Klöckner-Humboldt-Deutz (KHD) und die einzige Lokomotive mit beidseitigen Frontführerständen aus dem Typenprogramm von 1954. Zur Präsentation machte das 1957 gefertigte Einzelstück Station bei verschiedenen Bahnen und legte hierbei 17.000 Kilometer zurück.
Ein langfristiger Einsatz erfolgte in Norwegen, wo die Maschine – vor allem zwischen Bergen und Oslo – rund 353.000 km zurücklegte. 1961 endete der Probebetrieb.

## RAG D 1 / D 01
Die 2000 PS starke Lok mit der Fabriknummer Deutz 1957/56500 wurde danach an die Regentalbahn verkauft, wo sie als D 1 (später D 01) mit dem Spitznamen „Hans der Große“ lief und mehrere Dampflokomotiven ersetzte. Die Bahn setzte sie fast zwei Jahrzehnte lang auf ihrer Hausstrecke Gotteszell–Viechtach–Blaibach vor allem im Güterverkehr ein. Dieser Einsatz endete am 31. Januar 1980.

## DEG V 201
1980 wurde die Lok an die Deutsche Eisenbahn-Gesellschaft (DEG) verkauft, die sie auf dem Netz der Teutoburger Wald-Eisenbahn (TWE) einsetzte. Dort erhielt sie die Betriebsnummer V 201 und zog unter anderem schwere Militärzüge zwischen Ibbenbüren und Hövelhof. Die Lokomotive galt als recht störanfällig.
Deshalb wurde sie 1981 zur ebenfalls zur DEG gehörigen Farge-Vegesacker Eisenbahn (FVE) weitergegeben, wobei sie ihre Nummer behielt. Rund ein Jahr lang beförderte sie dort Kohle zu einem Kraftwerk in Bremen-Farge und Kesselwagen zu einem Tanklager.
1982 wurde die Lok an die Firma Vorholt & Schega in Haltern veräußert, nachdem der letzte Eigentümer eine moderne Diesellok als Leihlok verwendete. Dieser Lokomotivhändler verkaufte die Lok an die französische Gleisbaufirma Travaux du Sud-Ouest (TSO), wo sie knapp zehn Jahre lang im Einsatz stand. Nach einer mehrjährigen Abstellzeit wurde sie 1996 verschrottet.

## Technische Ausstattung
Die runden Formen der sechsachsigen DG 2000 CCE ähneln der DB-Baureihe V 200.0, das obere Spitzenlicht befand sich unterhalb der Frontfenster. Fünf in einer Reihe angeordnete rechteckige Fenster sowie ein weiteres in Höhe der darüber angebrachten Lüftergitter gaben dem Maschinenraum Licht.
In der technischen Ausrüstung war sie der V 200 ähnlich. Die dieselhydraulische Antriebsanlage bestand aus zwei Zwölfzylinder-Viertakt-Dieselmotoren von Deutz und dem Getriebe L 306 r von Voith. Im Laufwerk waren die Fahrzeuge statt Drehzapfen mit einem Lenkhebelsystem ausgerüstet. Während ihrer gesamten Einsatzzeit in Deutschland und Norwegen blieb das Farbschema der Lok unverändert. Der dunkelgrüne Grundkörper war in der Längsrichtung auf halber Höhe durch eine schmale silberne Zierleiste geteilt, die im Bereich der Führerstände von einer zweiten unterlegt war. Ein beigefarbenes Lätzchen an den Stirnseiten war beiderseits bis hinter die seitlichen Führerstandsfenster verlängert. Der Lokomotivrahmen und die Drehgestelle waren schwarz. In Frankreich erhielt die Lok einen gelben Anstrich mit zwei zusätzlichen roten Längsstreifen, von denen einer unmittelbar über dem schwarzen Rahmen, der andere zwischen den Lüftergittern und den Maschinenraumfenstern verlief. Letzterer war im Frontbereich V-förmig nach unten gezogen.